# Aeroportul Internațional Nouakchott–Oumtounsy
Aeroportul Internațional Nouakchott–Oumtounsy (IATA: NKC, ICAO: GQNO) este un aeroport din Nouakchott, Nouakchott-Nord Region⁠(d), Mauritania ce deservește zona Nouakchott. Aeroportul a fost tranzitat în 2017 de 350.373 de pasageri. A fost deschis în 23 iunie 2016 și numit după zona deservită.
Situat la o altitudine de 2 m, aeroportul dispune de 2 piste.

## Infrastructură

### Piste
Aeroportul dispune de 2 piste. Pista 06/24 are suprafața de beton. Pista 16/34 are suprafața de beton. 